# آندریا براینتی
آندریا براینتی (انگلیسی: Andrea Brighenti؛ زادهٔ ۲ دسامبر ۱۹۸۷) بازیکن فوتبال اهل ایتالیا است.
از باشگاه‌هایی که در آن بازی کرده‌است می‌توان به باشگاه فوتبال کرمونزه اشاره کرد.